# Résolution 1175 du Conseil de sécurité des Nations unies
Membres permanents
- Chine
- États-Unis
- France
- Royaume-Uni
- Russie

Membres non permanents
- Bahrain
- Brésil
- Costa Rica
- Gabon
- Gambie
- Japon
- Kenya
- Portugal
- Slovénie
- Suède

Résolution no 1174 Résolution no 1176
La résolution 1175 du Conseil de sécurité des Nations unies est l'une des résolutions adoptées par le Conseil de sécurité des Nations unies concernant l'invasion du Koweït par l'Irak, et les sanctions prises à l'encontre de l'Irak. 
Elle est adoptée à l'unanimité le 19 juin 1998.

## Résolution
Après avoir rappelé toutes les résolutions antérieures sur l'Irak, notamment les résolutions 986 (1995), 1111 (1997), 1129 (1997), 1143 (1997), 1153 (1998) et 1158 (1998) concernant le programme Pétrole contre nourriture, le Conseil a constaté que l'Irak n'était pas en mesure d'exporter du pétrole ou des produits pétroliers en quantité suffisante pour produire 5,256 milliards de dollars américains de pétrole et a autorisé les pays à fournir à l'Irak des équipements lui permettant de faire face à cette somme.
Le Conseil de sécurité a noté que le groupe d'experts avait constaté que l'Irak n'était pas en mesure de produire des exportations à hauteur de la somme de 5,256 milliards de dollars US autorisée par la résolution 1153. Il est resté convaincu de la nécessité d'un programme temporaire pour répondre aux besoins humanitaires du peuple irakien jusqu'à ce que le gouvernement irakien se conforme aux résolutions précédentes du Conseil de sécurité, notamment la résolution 687 (1991) qui a permis au Conseil de prendre de nouvelles mesures concernant les dispositions de la résolution 661 (1991).
Agissant en vertu du chapitre VII de la Charte des Nations unies, le Conseil a autorisé les États à exporter les pièces nécessaires à l'Irak pour permettre au pays d'augmenter ses exportations de pétrole. Les fonds du dépôt fiduciaire, jusqu'à un total de 300 millions de dollars américains, étaient destinés aux dépenses déterminées par le comité établi dans la résolution 661 et liées à l'exportation de ces équipements. Il a également été décidé que les dépenses directement liées aux exportations de pétrole pourraient être financées par des lettres de crédit tirées sur les ventes futures de pétrole, qui seraient déposées sur le compte séquestre.
Le plan de distribution approuvé par le Secrétaire général Kofi Annan resterait en vigueur pour chaque renouvellement du programme "Pétrole contre nourriture". Il a mis à disposition une liste de pièces et d'équipements présentée par le gouvernement irakien et a été invité par la suite à contrôler l'utilisation de ces pièces en Irak.